# Karl Dissel
Karl Dissel (vollständiger Name: Karl Christian Theodor Dissel, * 1. März 1857 in Korbach; † 13. Juli 1923 in Hamburg) war ein deutscher Philologe und Gymnasiallehrer.

## Leben
Karl Dissel, Sohn des Kreisbauführers Josias Dissel (1822–1909) und der Auguste geb. Schnedtler in Korbach im Fürstentum Waldeck-Pyrmont, besuchte das Gymnasium in Korbach und studierte nach der Reifeprüfung (13. März 1875) Klassische Philologie, Geschichte und Germanistik in Leipzig. Nach einigen Semestern wechselte er nach Göttingen, wo er das Fach Geografie hinzunahm. Am 22. November 1879 bestand er das Lehramtsexamen und erhielt die Lehrberechtigung in den Fächern Latein, Griechisch, Deutsch und alte Geschichte in allen Klassen, in mittlerer und neuerer Geschichte sowie Geografie in den mittleren Klassen.
Schon vor der Lehramtsprüfung trat Dissel in den Schuldienst ein. Als Mitglied des königlichen pädagogischen Seminars unter der Leitung von Hermann Sauppe unterrichtete er vom 1. Oktober 1879 bis zum 30. September 1880 am Göttinger Gymnasium. Das anschließende Probejahr absolvierte er am Gymnasium in Brandenburg an der Havel, wo er schon am 1. April 1880 vom wissenschaftlichen Hilfslehrer zum 5. Collaborator befördert wurde. Seine Lebensstellung fand er am neugegründeten Hamburger Wilhelm-Gymnasium, wo er ab dem 1. Oktober 1882 als Oberlehrer (ab dem 1. Januar 1887 als Gymnasialprofessor) tätig war. Er blieb dem Gymnasium bis zu seinem Eintritt in den Ruhestand (Ostern 1922) treu.
Neben dem Unterricht war Dissel wissenschaftlich tätig. Noch aus seiner kurzen Brandenburger Zeit stammte seine Dissertation über den Mythos von Admetos und Alkestis, mit der er 1882 an der Universität Halle zum Dr. phil. promoviert wurde. Eine deutsche Übersetzung der auf Latein verfassten Arbeit erschien im Schulprogramm des Brandenburger Gymnasiums. In der Hamburger Zeit befasste sich Dissel vor allem mit dem Barockdichter Philipp von Zesen (1619–1689) und dessen Leistung für die deutsche Schriftsprache. Er blieb jedoch auch seinen mythologischen Interessen treu und veröffentlichte 1907 eine Studie zum Opferzug des Aeneas auf der Ara Pacis.
Der Journalist Werner Wirths war sein Neffe, Sohn seiner 1858 geborenen Schwester Bertha Wirths geb. Dissel.

## Schriften (Auswahl)
- De Admeti et Alcestidis fabula commentatio archaeologica. Halle 1882 (Dissertation)
  - Deutschsprachige Fassung: Der Mythos von Admetos und Alkestis. Seine Entstehung und seine Darstellung in der bildenden Kunst. Brandenburg 1882 (Schulprogramm)
- Philipp von Zesen und die Deutschgesinnte Genossenschaft. Hamburg 1890 (Schulprogramm)
- Die sprachreinigenden Bestrebungen im siebzehnten Jahrhundert. In: Festschrift zur Einweihung des Wilhelm-Gymnasiums in Hamburg am 21. Mai 1885. Hamburg 1890, S. 97–113
- Zesen, Philipp von. In: Allgemeine Deutsche Biographie (ADB). Band 45, Duncker & Humblot, Leipzig 1900, S. 108–118.
- Der Opferzug der Ara pacis Augustae. Hamburg 1907 (Schulprogramm)